# 弗里肯霍伊瑟湖

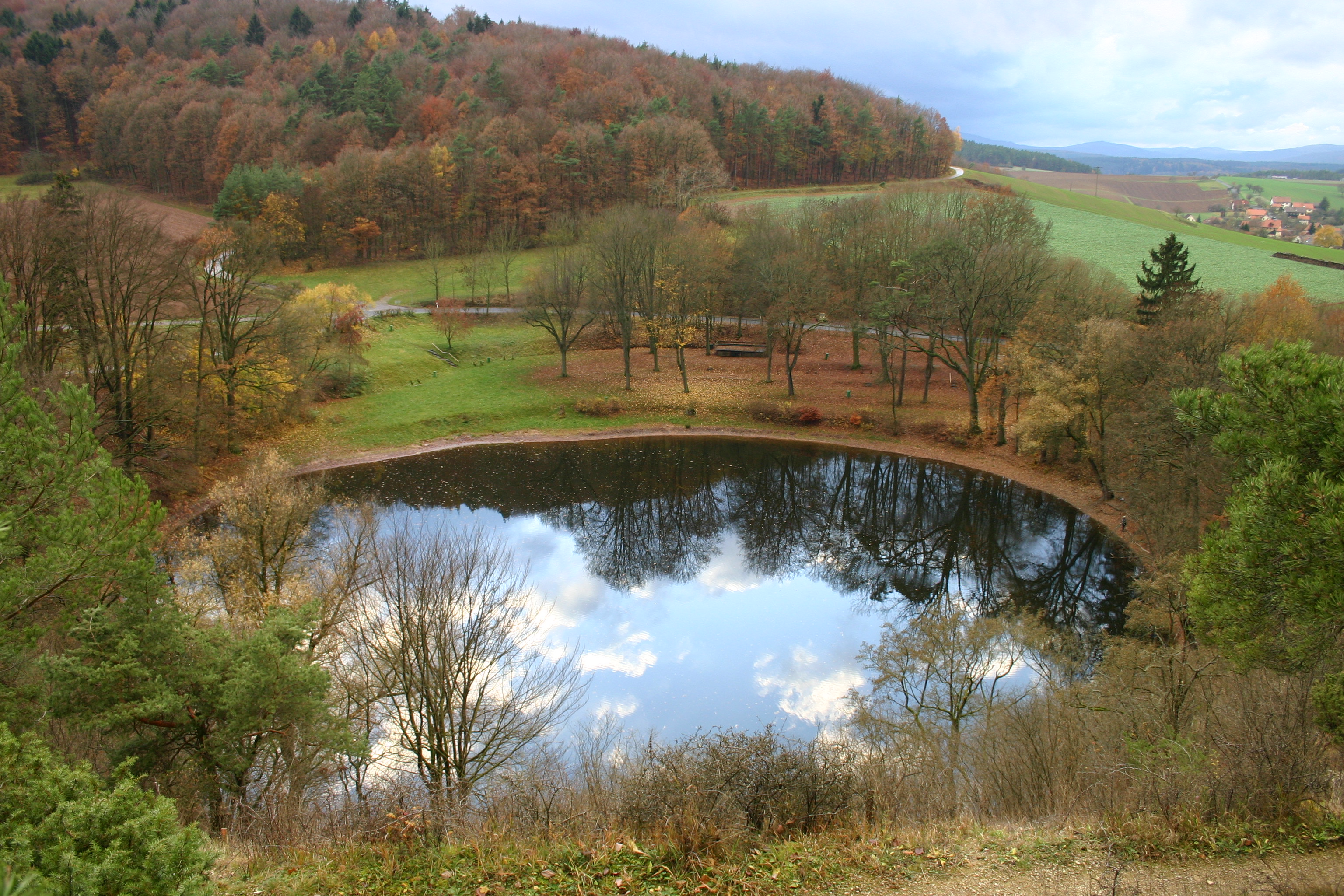

50°24′11″N 10°14′14″E / 50.402922942997°N 10.237175142203°E
弗里肯霍伊瑟湖（德語：Frickenhäuser See），是德國的湖泊，位於該國東南部，由巴伐利亞州負責管轄，處於倫-格拉布費爾德縣，長0.1公里、寬0.1公里，面積0.01平方公里，海拔高度332米，最大水深28米，湖岸線長度0.3公里。